# 白鬚神社の田楽

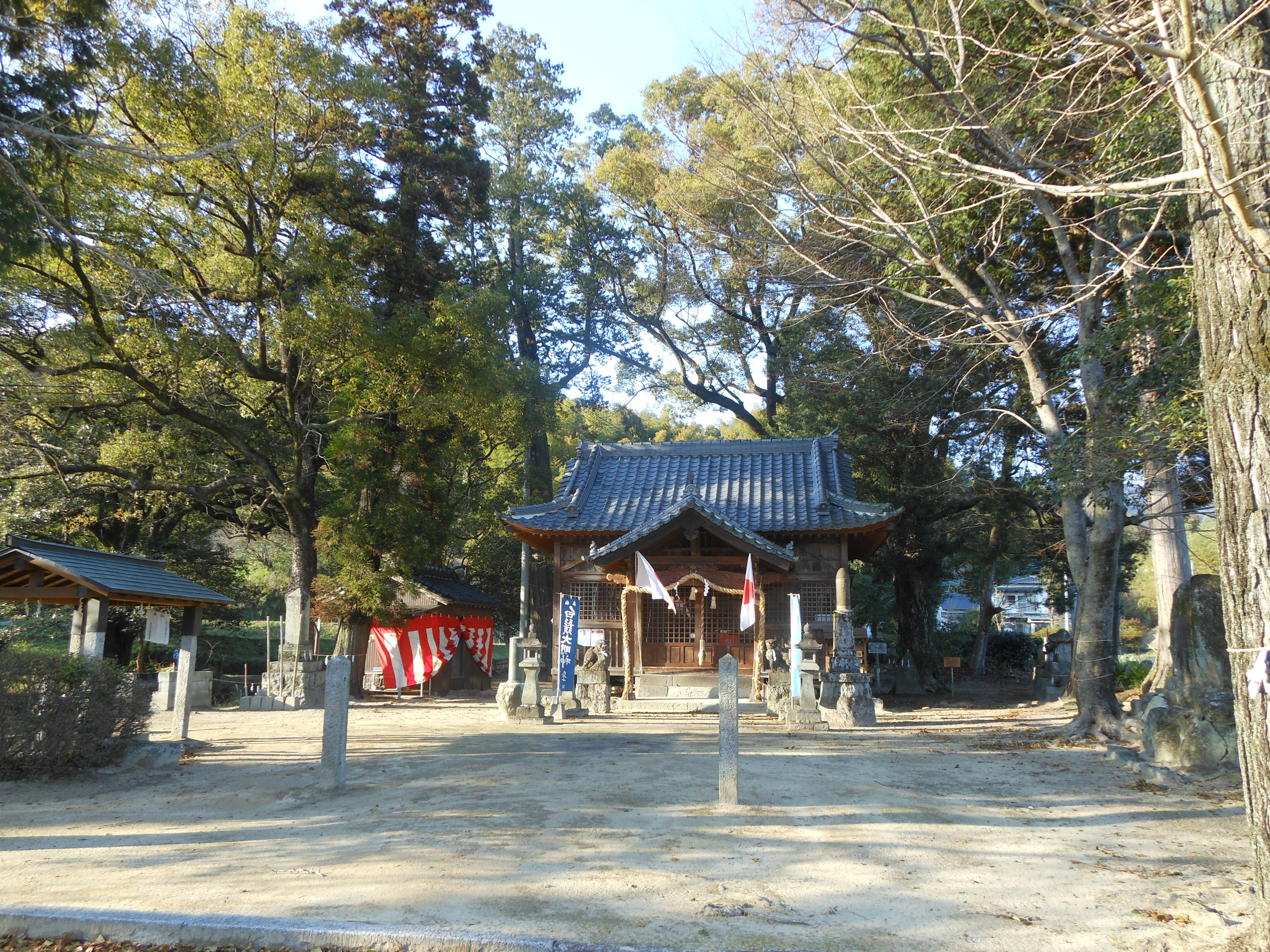
田楽が行われる白鬚神社の境内

白鬚神社の田楽（しらひげじんじゃのでんがく）は、佐賀県佐賀市久保泉町大字川久保に伝わる民俗芸能の田楽。佐賀県内に現存する唯一の田楽である。毎年10月18日、19日に行われる白鬚神社の祭礼に川久保地区の人達によって奉納される芸能である。子どもがササラをならす動作が主体となることから「稚児田楽」の一種とされる。
青竹で囲まれた正方形の玉垣内で演じられる。鉢巻を締めて手に造花をつけた棒と扇を持ったハナカタメ（幼児1名）と、金色の立烏帽子をかぶり手に小鼓と扇を持ったスッテンテン（幼児1名）、ビンザサラを持ち、大きな花笠をかぶりその上から華やかな女帯を垂らし美しく女装したササラツキ（少年4名）、腰の前に太鼓を吊し背中に金銀で飾った木刀を負ったカケウチ（若者2名）、大人の笛役（7名）により演じられる。全体としてはゆっくりとした単調な動きで、約1時間半にわたって演じられる。
田楽に関する史料は、1665年（寛文5年）編纂の『肥前古跡縁起』や1734年（享保19年）建立の石鳥居に「時奏村田楽」と刻まれた程度で乏しい。
2000年（平成12年）12月27日に重要無形民俗文化財に指定された。 